# Będzin Borg
Będzin Borg er en borg i Będzin (udtale: ['bendźin]?) i det sydlige Polen. Stenborgen kan dateres til det 14. århundrede, og før denne stod der et fæstningsværk i træ på stedet opført i det 11. århundrede. Det var et vigtigt fæstningsværk i Kongeriget Polen og senere for Den polsk-litauiske realunion.
Siden 1956 har Będzin Borgen rummet Zagłębie Museum, et museum der har adskillige samlinger. Det ene består af våben fra Middelalderen til 2. verdenskrig, den anden er dedikeret til borgens historie, den tredje er dedikeret borgen og de andre borge i nærheden opført af Kasimir 3. (Ørneredesporet (polsk: Szlak Orlich Gniazd)) og den sidste samling, der består af militærhistorie fra Będzin-regionen.